# 리창
리창(중국어: 李强, 병음: Li Qiang, 한자음: 리강, 1959년 7월 23일~)은 중화인민공화국의 정치인이다. 제20기 중국공산당 중앙정치국 상무위원회 상무위원이다. 중국공산당 제20기 전국대표대회에서 의전서열 2위로 선출되었으며, 2023년 3월에는 중화인민공화국 국무원 총리로 임명되었다.

## 생애
1959년 저장성 뤼안시에서 태어났다. 1983년에 중국 공산당에 입당했고 이후 공청단 뤼안시 위원회 서기와 저장성 인민청 부처장, 처장, 인민정부 부청장 등을 지냈다. 1996년 진화시 시위원회 상무위원, 1998년 저장성 인민정부 판공청 부주임과 당 조직의 일원이 되었다. 2002년 원저우시 인민대표대회 상임위원회 위원장과 시위원회 서기, 2004년 중국공산당 저장성 위원회 비서장이 되었다.
2011년부터 2016년까지 저장성 당위원회 부서기, 2016년 이후 장쑤성으로 자리를 옮겨 성위원회 서기와 장쑤성 인민대표대회 상무위원회 주임을 맡았다. 중국공산당 제18기 전국대표대회에서 중앙후보위원으로 선출되었고, 18기 7중전회에서 중앙위원이 되었다. 중국공산당 제19기 전국대표대회에서 중앙정치국원으로 선출되었고 2017년 상하이시 시위원회 서기로 임명되었다.
2022년 중국공산당 제20기 전국대표대회에서 의전서열 2위에 해당하는 중국공산당 중앙정치국 상무위원으로 선출되었다. 2023년 3월 11일에는 리커창의 후임 중화인민공화국 국무원 총리로 선출되었다.